# Bad Bederkesa
Bad Bederkesa är en ortsteil i staden Geestland i Landkreis Cuxhaven i förbundslandet Niedersachsen i Tyskland. Bad Bederkesa var en kommun fram till 1 januari 2015 när den uppgick i Geestland. Kommunen Bad Bederkesa hade 5 227 invånare 2014.